# Biblioteka Śląska
Biblioteka Śląska w Katowicach (do 1952 roku: Śląska Biblioteka Publiczna) – wojewódzka biblioteka publiczna o statusie biblioteki naukowej w Katowicach, założona w 1922 roku, jednostka kultury Samorządu Województwa Śląskiego. Gromadzi, opracowuje i udostępnia różnorodne zbiory, ze szczególnym uwzględnieniem piśmiennictwa dotyczącego Śląska i Zagłębia Dąbrowskiego oraz nauk społecznych i humanistycznych. Książnica śląska jest jedną z piętnastu bibliotek w Polsce, które mają prawo do egzemplarza obowiązkowego wszystkich publikacji ukazujących się w kraju. Dzięki temu jej księgozbiór jest na bieżąco uzupełniany o nowości wydawnicze i może służyć jako podstawa źródłowa do badań prowadzonych w ośrodkach akademickich.
Ponadto, rozporządzeniem Ministra Kultury i Dziedzictwa Narodowego z dnia 19 lipca 2017 roku Biblioteka Śląska, jako ósma książnica w Polsce, została włączona do wąskiego grona bibliotek tworzących Narodowy Zasób Biblioteczny.
Do Narodowego Zasobu Bibliotecznego zaliczono dwie najcenniejsze i unikatowe kolekcje Biblioteki Śląskiej:
- polonica i silesiaca XVI wieku: 721 druków z lat 1501–1600
- Biblioteka Teatru Lwowskiego: 3827 rękopisów z lat 1799–1939

## Historia
Biblioteka Śląska jest najstarszą działającą książnicą w polskiej części Górnego Śląska. Powołano ją do życia na przełomie 1922 i 1923 jako Bibliotekę Sejmu Śląskiego i od tej pory stała się jedną z najprężniejszych instytucji krzewiących kulturę w regionie. Lata trzydzieste zaowocowały przekształceniem jej w bibliotekę publiczną o profilu naukowym. Funkcję tę pełni po dziś dzień. Początkowo zbiory Biblioteki ograniczały się jedynie do niewielkiego księgozbioru prawniczego, jednak z czasem zasoby książnicy rozrosły się i zupełnie zmieniły swój charakter. Dziś możemy znaleźć tu książki z każdej dziedziny wiedzy, najnowsze periodyki, ale również ogromnie ciekawy zbiór starodruków. W 1934 roku Biblioteka Śląska przeprowadziła się do wieloletniej siedziby przy ul. Francuskiej w Katowicach. Gmach od początku nie spełniał potrzeb tak ogromnej książnicy. Brakowało miejsca na godne przechowywanie cennych zbiorów, nie istniały możliwości konserwacji szczególnie narażonych na zniszczenie wiekowych książek. Magazyny znajdujące się przy ul. Francuskiej obliczone były na 100 tys. woluminów, podczas gdy potrzeby były pięć razy (!) większe. Dyskomfort odczuwali również czytelnicy. Książki rozproszone były w czterech różnych miejscach, a jeden z magazynów znajdował się w Bytomiu. W czerwcu 1989 roku rozstrzygnięto konkurs na projekt nowego gmachu Biblioteki, dwa lata później położono kamień węgielny pod fundamenty budynku. Budynek został zaprojektowany przez grupę ARAR (w składzie Marek Gierlotka, Jurand Jarecki, Stanisław Kwaśniewicz). Od 1991 do 2018 roku dyrektorem biblioteki był Jan Malicki (zrezygnował czasowo z funkcji w 2013 roku). W 2018 roku dyrektorem został Zbigniew Kadłubek, który pełnił tę funkcję do 30 września 2023 roku. Z dniem 1 października 2023 roku dyrektorem Biblioteki Śląskiej został dr Artur Madaliński.

## Osiągnięcia
Wielkim sukcesem było otwarcie 24 października 1998 roku nowego gmachu, będącego wówczas jednym z najnowocześniejszych w Europie. Inwestycja została wyróżniona przez Polski Związek Inżynierów i Techników Budownictwa nagrodą III stopnia w konkursie Budowa Roku 1998. W budynku przy placu Rady Europy 1 zastosowano nowatorskie rozwiązania, takie jak automatyzacja procesu dostarczania zamówionych woluminów i zastąpienie katalogów kartkowych – cyfrowymi. Wyrazem uznania dla tych osiągnięć były przyznane w 1998 roku prestiżowe nagrody: Lider Informatyki oraz Złoty Laur Umiejętności i Kompetencji.
Biblioteka Śląska prowadzi specjalistyczną agendę, zajmującą się m.in. gromadzeniem książek mówionych i brajlowskich oraz organizacją zajęć integracyjnych i biblioterapeutycznych. Za tę działalność w 2009 roku książnica otrzymała wyróżnienie w konkursie Katowice bez Barier, a także nagrodę Oskar PFRON-u, przyznawaną przez zarząd Państwowego Funduszu Rehabilitacyjnego Osób Niepełnosprawnych. Wielokrotnie doceniano rolę Biblioteki Śląskiej jako instytucji kultury inicjującej działania o znaczeniu ponadregionalnym. Jednym z nich było przedsięwzięcie artystyczno-edukacyjne Czesław Miłosz for People! (uznane przez Ministerstwo Kultury i Dziedzictwa Narodowego za najlepszy projekt zgłoszony do programu Czesław Miłosz 2011 – Promesa).
Wśród wielu nagród i wyróżnień, którymi uhonorowano śląską książnicę, znalazły się m.in.: Krzyż Komandorski Orderu Odrodzenia Polski (1984); Medal Bibliotheca Magna – Perennisque (1998), przyznany przez Stowarzyszenie Bibliotekarzy Polskich; Srebrny Medal Jana Masaryka (2007), nadany przez Ministerstwo Spraw Zagranicznych Republiki Czeskiej za długoletnią współpracę z czeskimi instytucjami kulturalnymi; Śląska Nagroda im. Juliusza Ligonia (2007); Honorowa Nagroda im. Wojciecha Korfantego (2008); Srebrny Medal Zasłużony Kulturze – Gloria Artis (2010) nadany przez Ministra Kultury i Dziedzictwa Narodowego; wyróżniona przez Sejmik Województwa Śląskiego Złotą Odznaka Honorową za Zasługi dla Województwa Śląskiego (2010). W 2013 roku została uhonorowana Nagrodą Ministra Kultury i Dziedzictwa Narodowego za skuteczne wykorzystanie środków z Unii Europejskiej na kulturę w ramach Programu Operacyjnego Infrastruktura i Środowisko 2007–2013, a w 2017 roku Biblioteka Śląska otrzymała Nagrodę i Tytuł Strażnika Dziedzictwa Rzeczypospolitej Custos Monumentorum Rei Publicae. Senat Rzeczypospolitej Polskiej przyznał Śląskiej Książnicy ten zaszczytny tytuł w kategorii Nagroda Krajowa dla instytucji.

## Siedziby

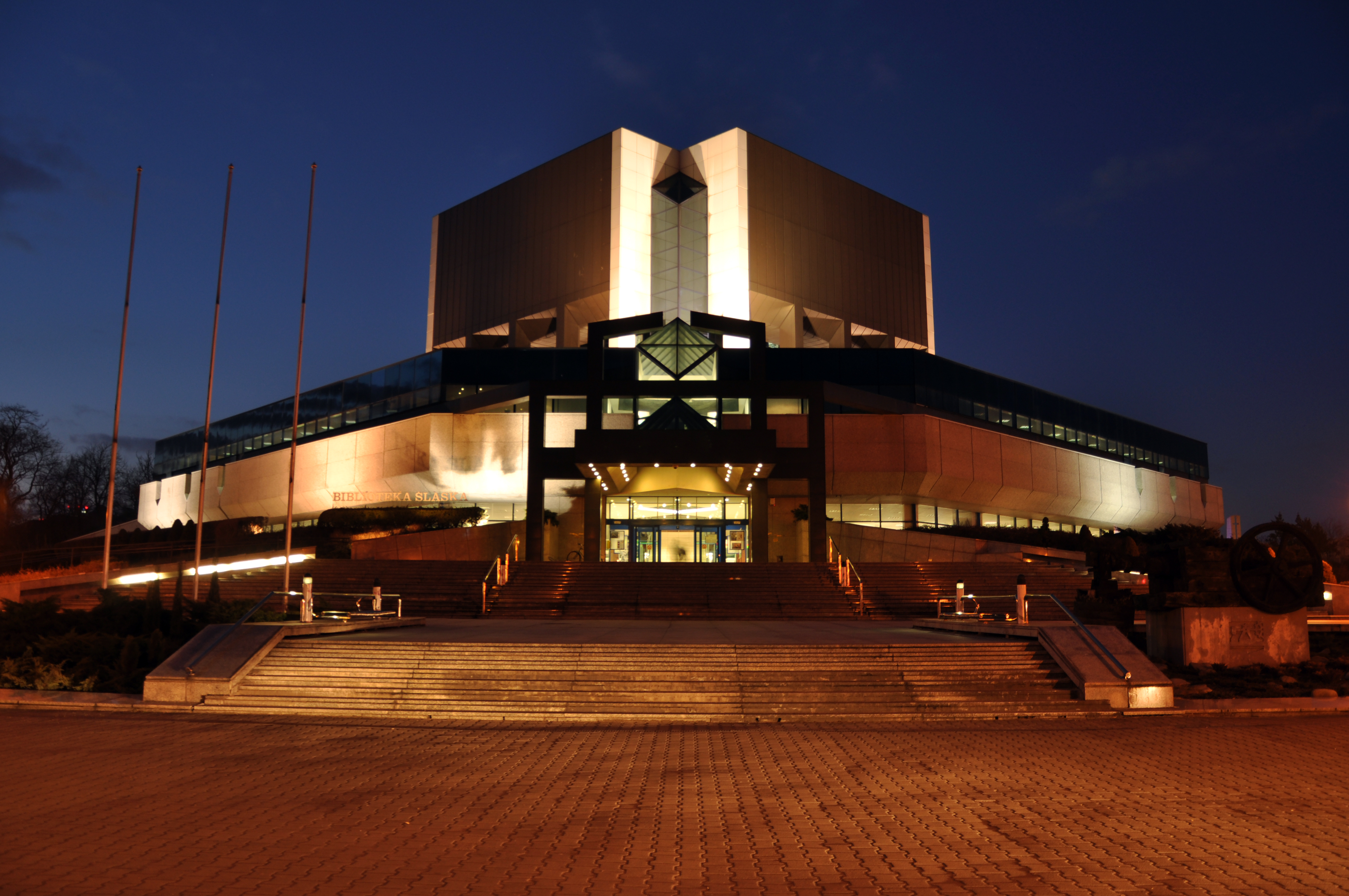
Budynek główny Biblioteki Śląskiej nocą

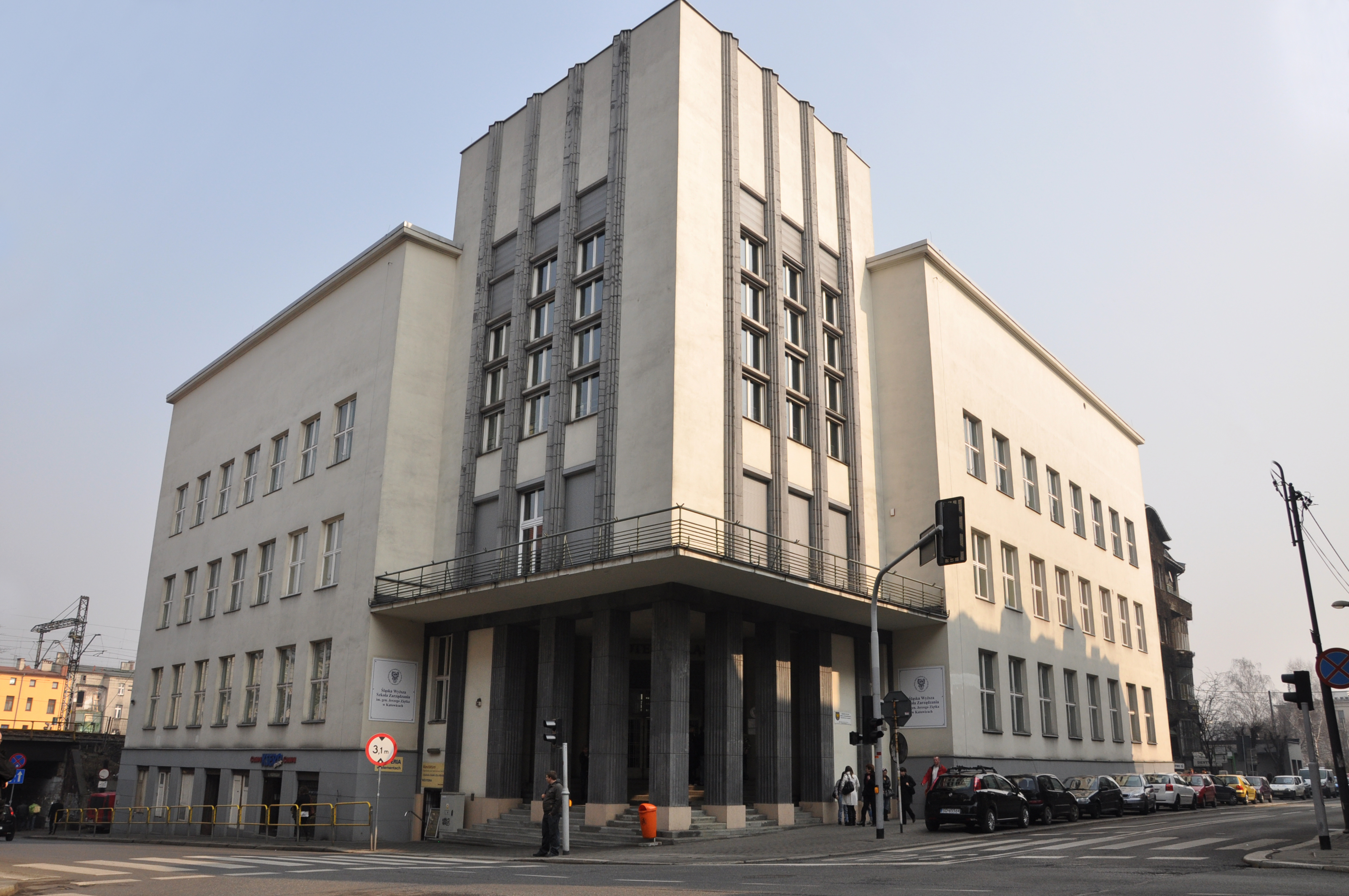
Biblioteka Śląska, budynek przy ul. Francuskiej 12

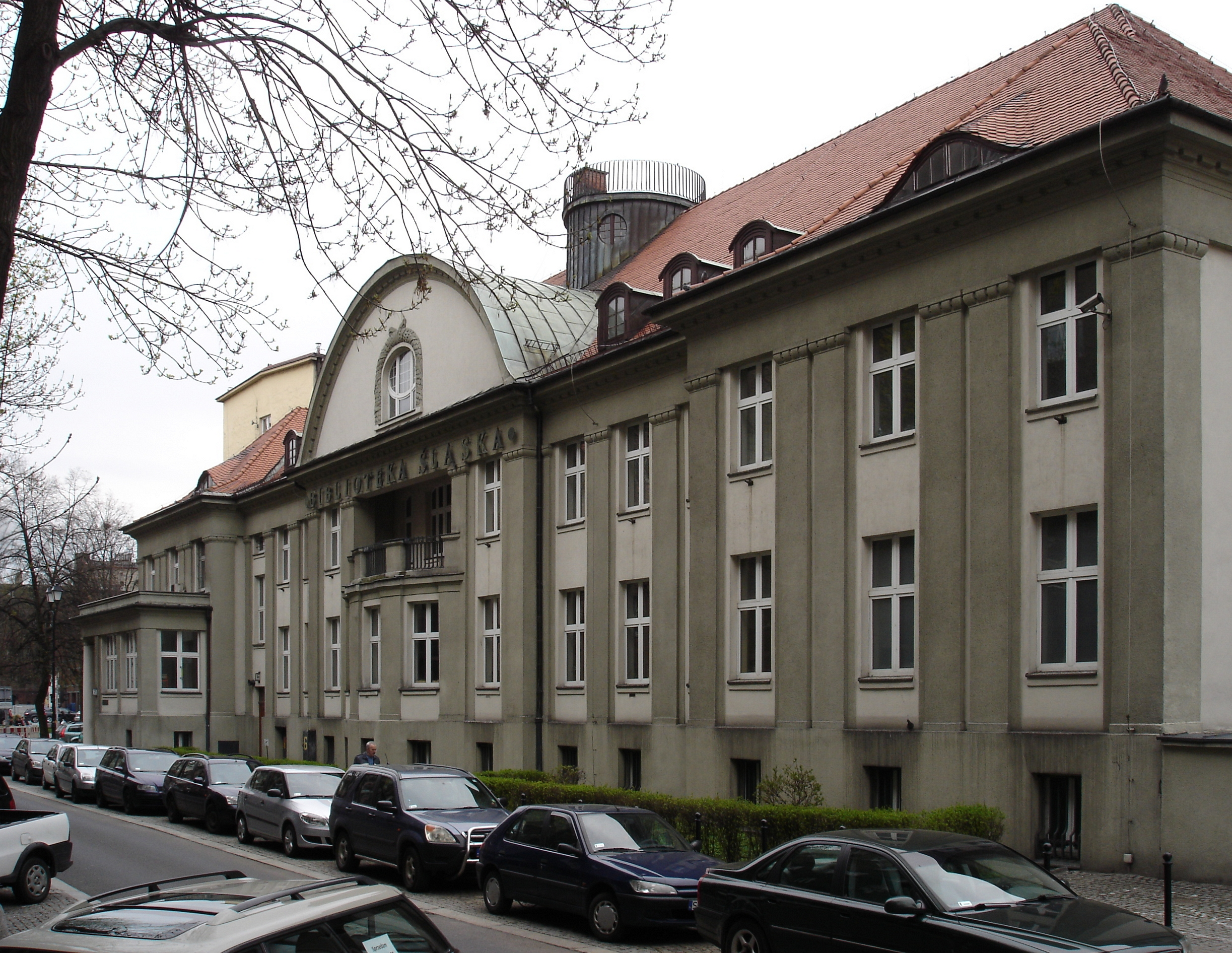
Biblioteka Śląska, budynek przy ul. Ligonia 7

Biblioteka mieści się w 3 budynkach. Główny gmach Biblioteki Śląskiej mieści się przy placu Rady Europy 1 w Katowicach. Znajduje się w nim większość zbiorów oraz działów i czytelń, także Instytut Mediów Cyfrowych „Digitarium” wraz ze Społeczną Pracownią Digitalizacji, Instytut Kultury Intermedialnej oraz Wydawnictwo Biblioteki Śląskiej. Przy ul. Francuskiej 12 w Katowicach znajduje się stary budynek Biblioteki, w którym działa m.in. Dom Oświatowy Biblioteki Śląskiej, Instytut Dokumentacji Architektury Biblioteki Śląskiej oraz Dział Starego Zasobu. Trzeci budynek Biblioteki znajduje się przy ul. Ligonia 7 w Katowicach. Funkcjonują w nim Instytut Badań Regionalnych Biblioteki Śląskiej oraz Dział Biblioterapeutyczny.

## Zbiory
Biblioteka posiada w swoich zbiorach:
- dokumenty drukowane (książki, broszury, czasopisma i inne periodyki)
- materiały rękopiśmienne (rękopisy, maszynopisy)
- materiały kartograficzne (mapy, plany, atlasy)
- materiały ikonograficzne (grafikę, fotografię, pocztówki, ekslibrisy)
- dokumenty audiowizualne (płyty analogowe i kompaktowe oraz kasety magnetofonowe)
- dokumenty życia społecznego (DŻS-y)
- elektroniczne nośniki informacji (płyty kompaktowe)

### Zbiory specjalne

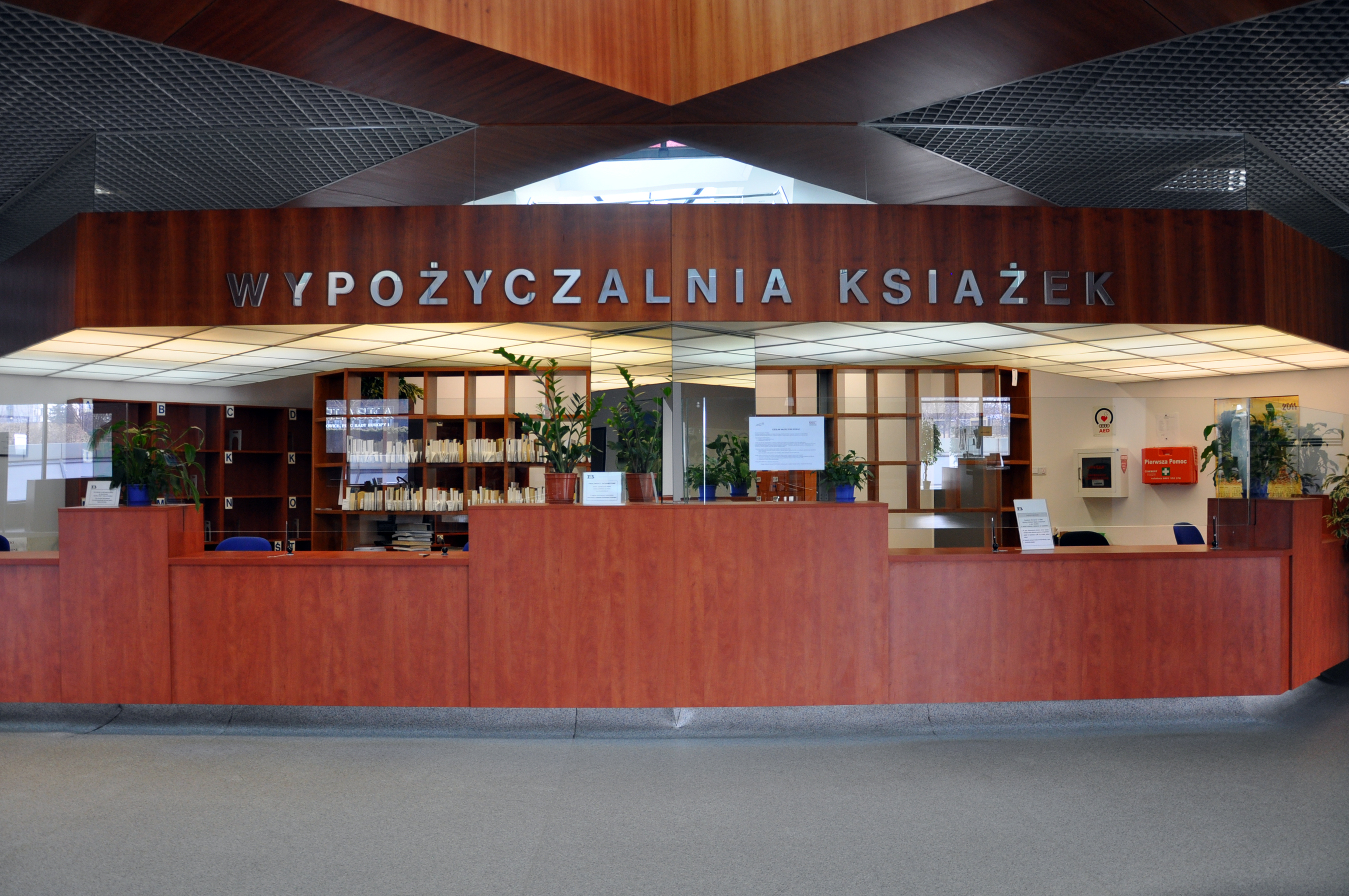
Hol główny, wypożyczalnia książek

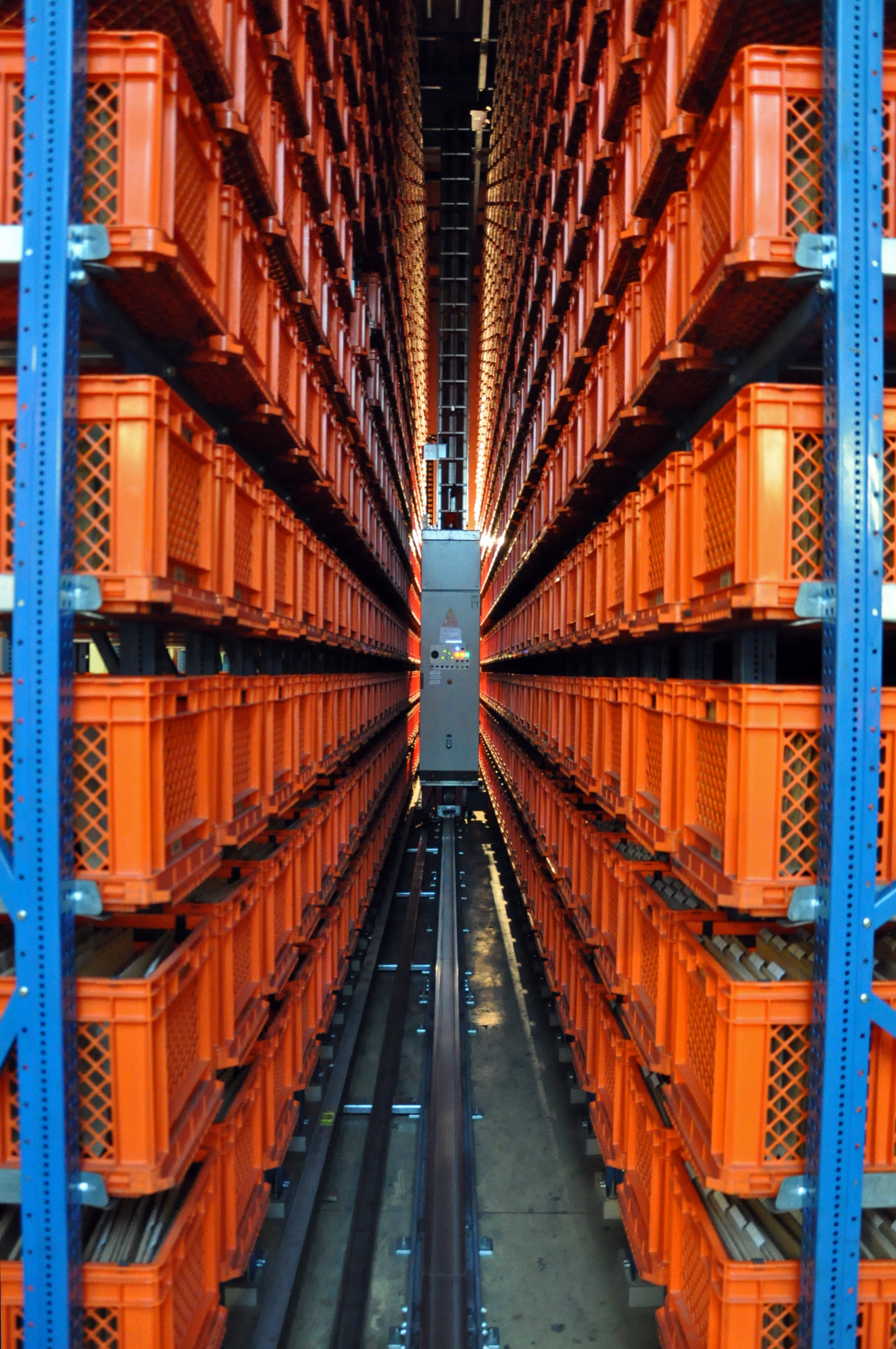
Magazyn automatyczny

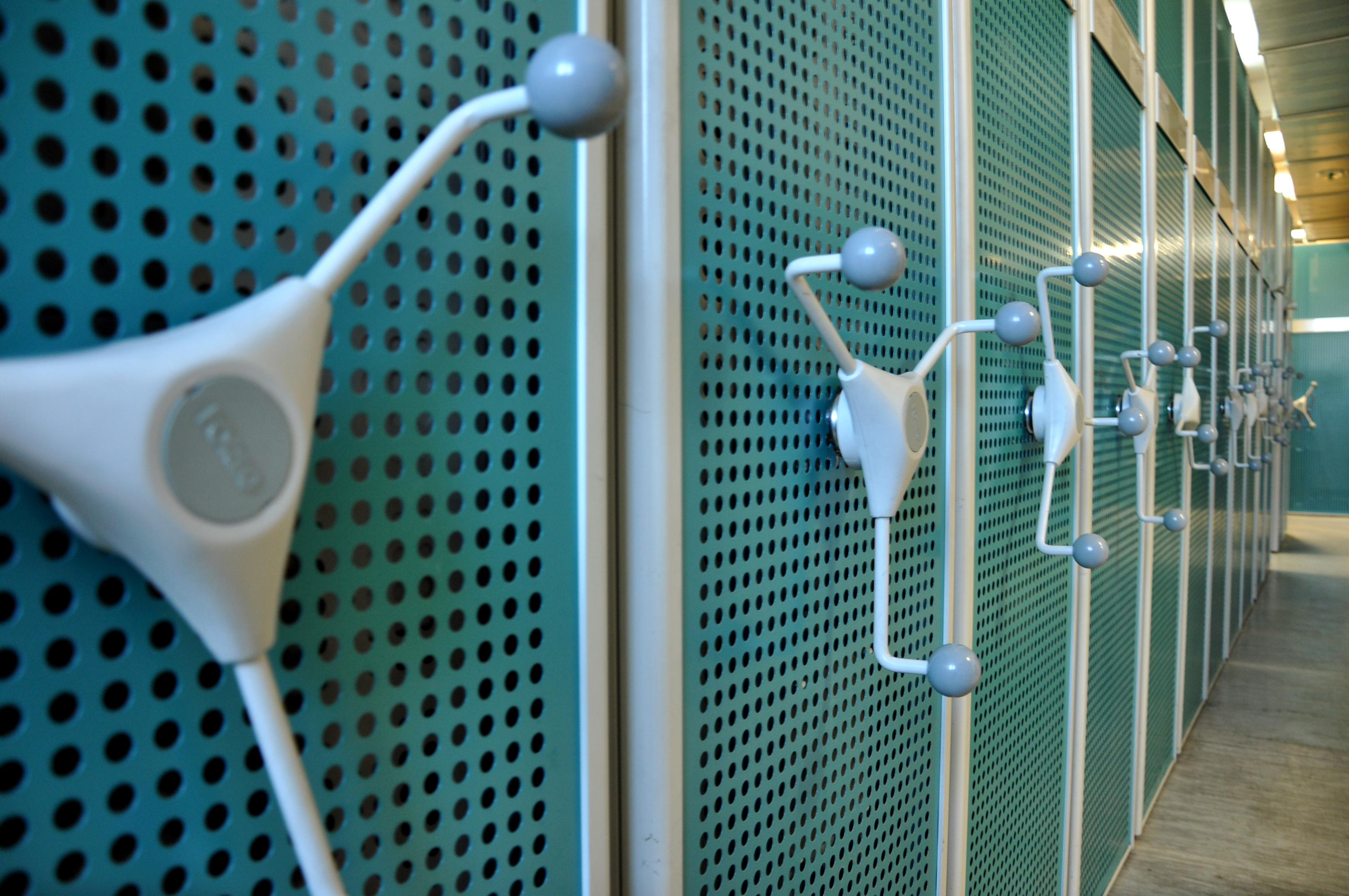
Magazyn kompaktowy

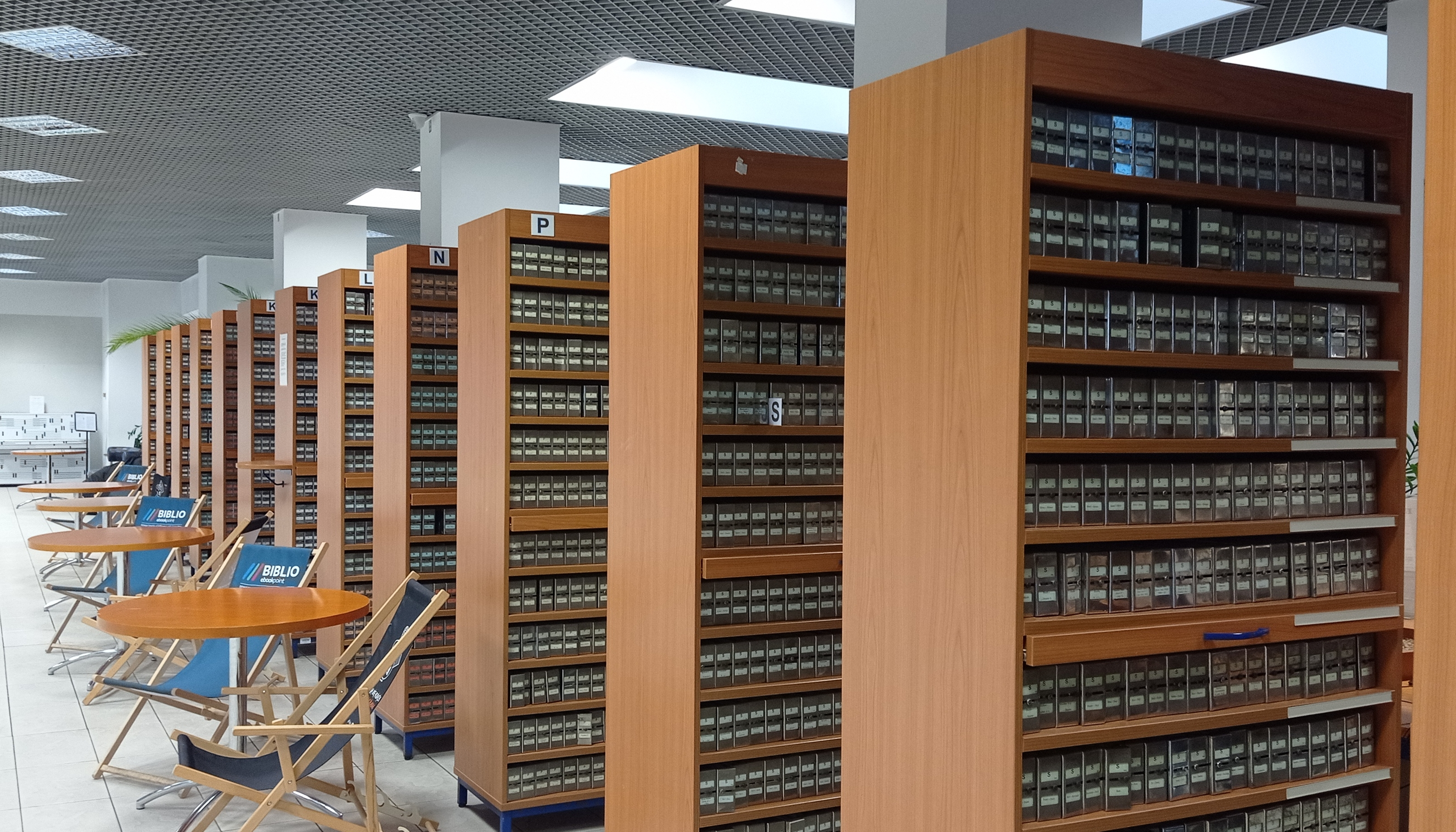
Stary katalog papierowy w holu głównym

Zbiory specjalne to ważna i cenna część zasobów śląskiej książnicy, o jej wartości decyduje nie tylko obecność unikatowych lub niezwykle rzadkich obiektów zabytkowych, ale również regionalny charakter. Wybrane obiekty zostały zdigitalizowane w ramach projektu Śląskiej Internetowej Biblioteki Zbiorów Zabytkowych.
Do najstarszych i najciekawszych zabytków rękopiśmiennych należy manuskrypt z XV w., zawierający traktaty wykładowców Akademii Krakowskiej, m.in. Jana z Głogowa (Miscellanea astrologia et alchymica). W kolekcji rękopisów znajduje się wiele cennych źródeł do dziejów Śląska i Zagłębia, np.: pergaminowy testament Georga von Schönaich, właściciela dóbr Siedlisko-Bytom Odrzański (1610), księgi cechowe miasta Woźniki, księga miasta Będzina, a także monografie miejscowości, dokumenty z okresu powstań śląskich i plebiscytu oraz archiwa organizacji (np. Towarzystwa Górnośląskiego we Wrocławiu).
Unikatową kolekcją jest Biblioteka Teatru Lwowskiego, zbiór ponad 5000 egzemplarzy teatralnych, które trafiły do Katowic w 1945 roku wraz z polskim zespołem teatru lwowskiego.
W dużym zasobie starych druków (ok. 28 tys.) najcenniejsze są inkunabuły, a wśród nich Opus restitutionum wydany w Krakowie w 1475 roku (jeden z czterech pierwszych druków wytłoczonych na ziemiach polskich), polonika XVI wieku, a także unikatowe edycje (np. holenderskie wydanie dzieła Denisa Diderota Kubuś fatalista i jego pan (Haga 1793).
Biblioteka posiada również bogatą kolekcję kartografii (ponad 22 tys. planów, map i atlasów), m.in. szesnastowieczne wydania mapy Śląska Martina Helwiga oraz Atlas Silesiae Johanna Wolfganga Wielanda i Matthäusa Schubarta (Nürnberg 1752).
W zbiorach ikonograficznych znajdują się m.in.:
- grafiki takich artystów jak: Daniel Chodowiecki, Alexander Duncker, Friedrich August Tittel, Carl Mattis, Ernest Wilhelm Knippel,
- fotografie, m.in. dawne zdjęcia Katowic (Album von Kattowitz[16], ok. 1872) oraz album wkroczenia wojsk polskich na Śląsk w 1922 roku[17], a także prace nadsyłane na konkurs Śląskiej Fotografii Prasowej,
- pocztówki dawne i współczesne, głównie z widokami Śląska i Zagłębia,
- ekslibrisy (w tym pokłosie Międzynarodowego Przeglądu Ekslibrisu Drzeworytniczego i Linorytniczego im. Pawła Stellera), a także kolekcja Jana Sakwerdy[18].

Bogaty jest także zbiór druków ulotnych, w którym najwięcej jest materiałów propagandowych z czasów powstań i plebiscytu na Śląsku oraz z lat I wojny światowej, a w kolekcji muzykaliów znajdują się rękopisy, druki muzyczne (m.in. spuścizna Śląskiego Związku Chórów i Orkiestr) oraz dokumenty dźwiękowe.
W 1999 roku śląska książnica zakupiła od spadkobierców Benicjusza Nycza, miłośnika kina, jedną z największych w Polsce kolekcji wydawnictw filmowych. Obejmuje ona ponad 10 tys. publikacji (głównie obcojęzycznych) zarówno o charakterze popularyzatorskim, jak i naukowym. Dopełnieniem księgozbioru są katalogi festiwalowe, foldery oraz kilka tysięcy afiszów filmowych, wśród których można znaleźć m.in. cenione dzieła twórców polskiej szkoły plakatu. W zasobach Biblioteki Śląskiej znajdują się również materiały podarowane przez Janusza Kidawę, reżysera filmów dokumentalnych i fabularnych, związane z jego działalnością twórczą.

### Zbiory śląskie
Od pierwszych lat działalności Biblioteki Śląskiej najważniejszym zadaniem jest gromadzenie, opracowywanie i udostępnianie materiałów dotyczących historycznego i współczesnego regionu. Dzięki konsekwentnej realizacji tego zamierzenia powstała bogata i różnorodna kolekcja regionaliów. Zebrano publikacje związane ze Śląskiem wydawane od 1800 roku do czasów obecnych, zarówno polskie, jak i obce (starsze druki wchodzą w skład zbiorów specjalnych). Początek zbiorom śląskim dała kolekcja zakupiona w 1928 roku od Konstantego Prusa, później zasób regionalny powiększał się nie tylko dzięki zakupom i wymianom, ale również za sprawą licznych darów, przekazywanych przez instytucje oraz osoby prywatne. Na wzbogacenie księgozbioru wpłynęło także przyznanie Bibliotece Sejmu Śląskiego w 1934 roku prawa do otrzymywania egzemplarza obowiązkowego publikacji wydanych w województwie śląskim. Materiały regionalne są stale uzupełniane zarówno o bieżącą literaturę, jak i o wydawnictwa dawne. Zbiory te należą do największych kolekcji o profilu śląskim i służą jako podstawa źródłowa do badań naukowych nad historią i szeroko pojętą kulturą regionu, prowadzonych w wielu ośrodkach w Polsce i za granicą.
W bibliotece przechowywane są kopie (mikrofilmy) dokumentów dotyczących powstań śląskich i plebiscytu (839 jednostek archiwalnych, 11,95 m bieżących dokumentów z lat 1919–1921). Wywiozła je ze Śląska przed wybuchem II wojny światowej Florentyna Pojdowa. Oryginały przechowywane są w Instytucie Józefa Piłsudskiego w Nowym Jorku (zespół archiwalny nr 008).

### Przechowywanie zbiorów
Materiały biblioteczne podlegają szczególnej ochronie i wymagają zapewnienia optymalnych warunków gromadzenia. Stąd wiele cennych pozycji znajdujących się w zbiorach biblioteki jest udostępnianych na zasadach prezencyjnych (na miejscu, w czytelni) lub w postaci zmikrofilmowanej (czasopisma, niektóre starodruki); optymalne warunki przechowywania zapewnia nowoczesny system magazynowania zbiorów zastosowany w Bibliotece Śląskiej.
Dążenie do usprawnienia pracy biblioteki – przez skrócenie czasu dostarczenia zamówionej pozycji – zadecydowało o zastosowaniu niekonwencjonalnego rozwiązania, jakim jest przechowywanie woluminów w zautomatyzowanym magazynie wysokiego składowania. Zajmuje on dwie ostatnie kondygnacje głównego budynku Biblioteki Śląskiej. Pomieszczenie podzielone zostało na 5 sekcji, a pomiędzy półkami przemieszcza się 5 robotów, nazywanych Mustangami, które podają pojemniki. Przekazaniu woluminów bezpośrednio do wypożyczalni lub czytelni służy sterowany elektronicznie system transportu wewnętrznego Telelift-UniCar, złożony z wózków, sieci torów i stacji odbiorczych.

## Śląska Biblioteka Cyfrowa
Z inicjatywy Biblioteki Śląskiej w 2006 roku została utworzona Śląska Biblioteka Cyfrowa, obecnie największa regionalna biblioteka cyfrowa w Polsce. Powstanie zasobu zainaugurowało zawarcie umowy o współpracy z Uniwersytetem Śląskim w Katowicach. Porozumienie o współtworzeniu ŚBC ma charakter otwarty – nadal mogą do niego przystępować instytucje i organizacje zainteresowane prezentowaniem w Internecie kulturowego dziedzictwa regionu historycznego Śląska i dzisiejszego województwa śląskiego. ŚBC należy do Federacji Bibliotek Cyfrowych (ogólnopolskiej sieci bibliotek i repozytoriów internetowych), a opisy jej publikacji są indeksowane przez globalne wyszukiwarki internetowe. Od grudnia 2009 roku do publikacji ŚBC można dotrzeć za pośrednictwem portalu Europeana, przedstawiającego cyfrowe zbiory europejskich bibliotek, archiwów i muzeów.
W październiku 2007 roku rozpoczęła działalność Społeczna Pracownia Digitalizacji, której wyposażenie zostało ufundowane ze środków Ministerstwa Kultury i Dziedzictwa Narodowego w ramach programu Mecenat 2007. Do głównych celów Pracowni należą: publikacja w formie cyfrowej zbiorów Biblioteki Śląskiej i instytucji współtworzących ŚBC, prowadzenie szkoleń, a także podnoszenie kompetencji w dziedzinie digitalizacji i mediów elektronicznych. Trzon zespołu skanującego stanowią wolontariusze, głównie seniorzy – słuchacze Uniwersytetu Trzeciego Wieku. Pracownia prowadzona przez Bibliotekę Śląską wzbudza zainteresowanie jako innowacyjny model organizacji prac digitalizacyjnych.
Najnowszy projekt, współfinansowany przez Unię Europejską z Europejskiego Funduszu Rozwoju Regionalnego w ramach Regionalnego Programu Operacyjnego Województwa Śląskiego, którego Biblioteka Śląska jest liderem, to „Śląskie Digitarium. Digitalizacja i udostępnianie zasobów instytucji kultury województwa śląskiego”. Partnerami projektu są: Instytucja Filmowa „Silesia Film” w Katowicach, Instytut Myśli Polskiej im. Wojciecha Korfantego w Katowicach i Opera Śląska w Bytomiu.

## Działalność naukowa
Biblioteka Śląska organizuje (samodzielnie bądź we współpracy z ośrodkami badawczymi) konferencje o zasięgu lokalnym, wojewódzkim i ogólnopolskim, a nawet międzynarodowym. Przedmiotem spotkań naukowych są często problemy współczesnego bibliotekarstwa, jak również inne zagadnienia dotyczące wiedzy o książce, edytorstwa i redakcji tekstu oraz inne przedsięwzięcia z zakresu dyscyplin humanistycznych. Odrębną grupę tworzą sympozja poświęcone działalności instytucji kultury. Biblioteka Śląska brała m.in. udział w organizacji Kongresu Kultury Województwa Śląskiego. Warto wspomnieć o – współrealizowanych przez Bibliotekę Śląską – przedsięwzięciach służących propagowaniu wzorów poprawnego języka (m.in. Ogólnopolskie Dyktando – 2009; Dyktando Mistrzów – 2010; Ambasador Polszczyzny – 2008, 2011). Do najważniejszych z nich należał Kongres Języka Polskiego, obradujący od 4 do 6 maja 2011 roku w Katowicach, który był pierwszym spotkaniem z międzynarodowego cyklu „Języki narodowe w zjednoczonej Europie”. Biblioteka Śląska jest także partnerem merytorycznym Targów Książki w Katowicach (a wcześniej Śląskich Targów Książki) oraz uczestnikiem m.in. Śląskiego Festiwalu Nauki.

### Spotkania edukacyjne
Śląska książnica współuczestniczy w organizacji i realizacji wielu imprez edukacyjnych adresowanych do szerokiego grona odbiorców, m.in.: Ogólnopolskiego Festiwalu Ekspresji (rozwijającego aktywności artystyczne zwłaszcza dzieci, będącego przedsięwzięciem realizowanym od 2003 roku przez Instytut Pedagogiki Uniwersytetu Śląskiego we współpracy z uczelniami wyższymi i instytucjami kultury); koncertu finałowego Wojewódzkiego Festiwalu Muzycznego „Młody Amadeusz” (promującego młodych muzyków, organizowanego od 2007 roku przez Stowarzyszenie Ognisk Edukacyjno-Artystycznych Amadeusz); Colloquium. Przyszłość śląskich miast (wspierającego transdyscyplinarne myślenie i podejście do miast nowej generacji, organizowanego od 2017 roku przez Uniwersytet Ekonomiczny w Katowicach).

### Wydawnictwa Biblioteki Śląskiej
Biblioteka Śląska specjalizuje się w publikowaniu poezji, regionaliów oraz przekładów kanonu światowej literatury. Charakter publikacji śląskiej książnicy wyznaczany jest w dużej mierze przez jej zadania statutowe – jako biblioteki naukowej i regionalnej. Do najważniejszych wydawnictw należą bibliografie rejestrujące materiały dotyczące Śląska oraz katalogi i inwentarze prezentujące jej bogate i różnorodne zbiory. Istotne miejsce w planie wydawniczym śląskiej książnicy zajmują publikacje naukowe. W serii Folia Scientica Bibliothecae Silesianae ukazują się opracowania, których przedmiotem są zagadnienia mało znane szerokiemu gronu odbiorców. Ponadto publikowane są m.in. reprinty i edycje tekstów dawnych, biografie i wspomnienia, opracowania naukowe, wydawnictwa albumowe, a także tomy i serie poetyckie, m.in. Ut Pictura Bibliotheca oraz Bibliotheca Translata. W śląskiej książnicy mieści się redakcja „Książnicy Śląskiej” – czasopisma naukowego o szerokim profilu humanistycznym, ukazującego się nieregularnie od 1983 roku oraz „Zarania Śląskiego” (seria druga) – periodyku naukowego, ukazującego się od 1908 roku Od 2010 roku Biblioteka jest współwydawcą miesięcznika społeczno-kulturalnego „Śląsk”.

## Ośrodek kultury

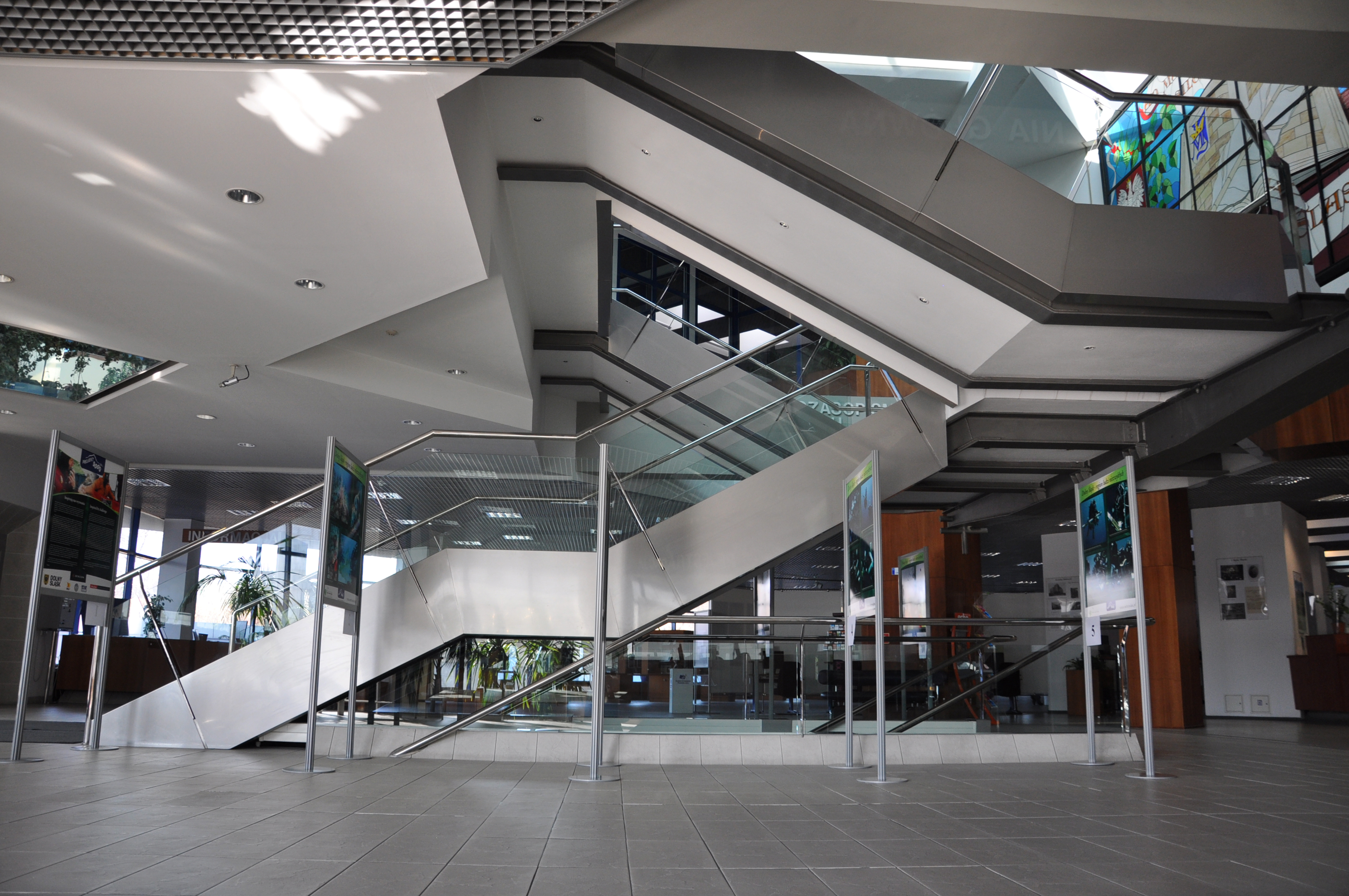
Hol główny

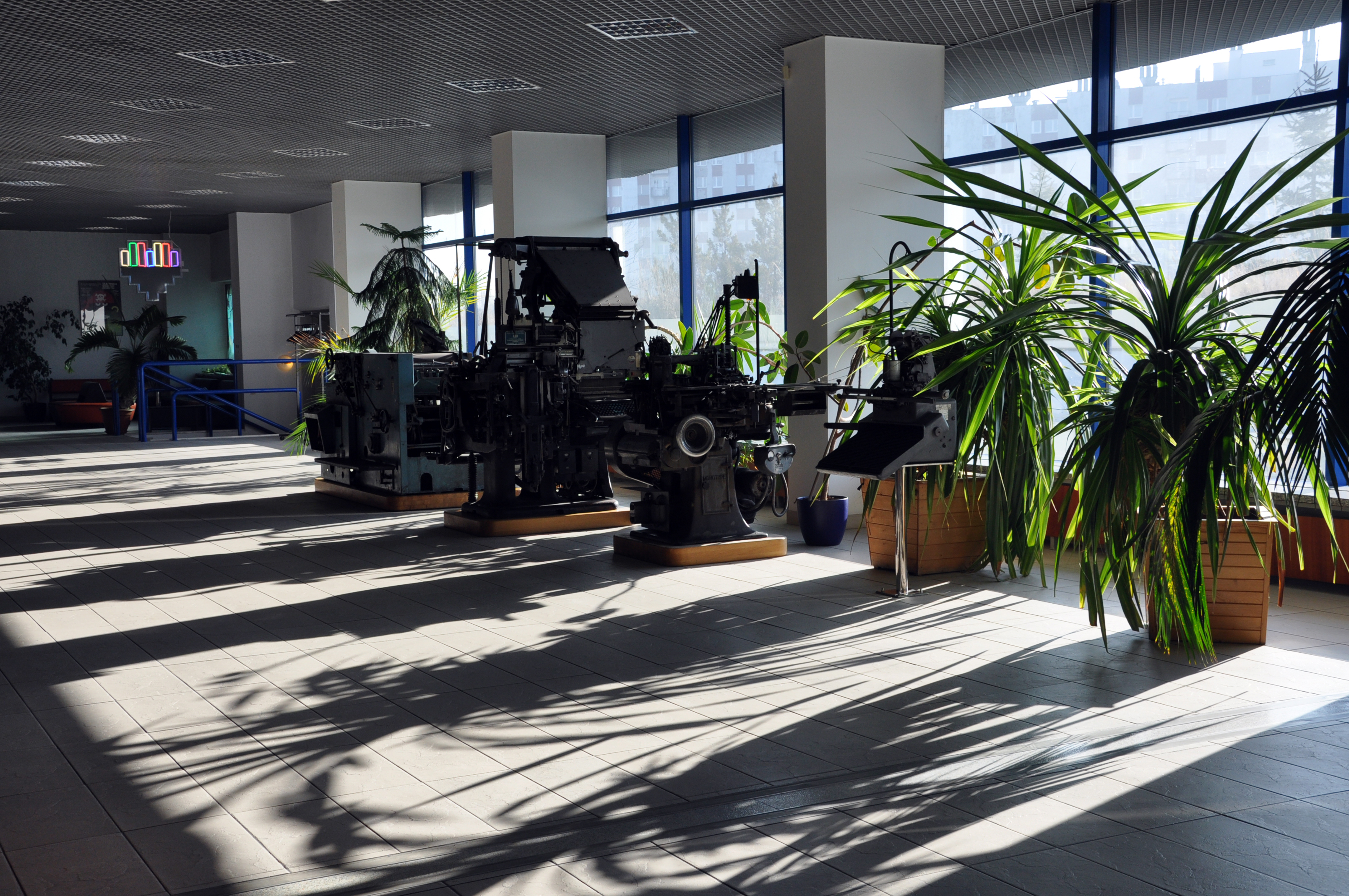
Hol główny

Biblioteka Śląska jest pomysłodawcą:
- międzynarodowego konkursu Śląska Fotografia Prasowa, w którym biorą udział fotoreporterzy z województw śląskiego, dolnośląskiego i opolskiego, a także z regionu morawsko-śląskiego Republiki Czeskiej). Celem konkursu jest nie tylko wybór fotografii doskonałych pod względem artystycznym i warsztatowym, ale także integracja środowiska twórczego oraz ukazanie otaczającego nas świata. Wśród zwycięzców kolejnych edycji konkursu Śląska Fotografia Prasowa znajdują się fotoreporterzy ze Śląska lub współpracujący na co dzień z prasą regionalną i ogólnopolską, m.in.: Józef Wolny, Marta Błażejowska, Tomasz Jodłowski, Arkadiusz Gola, Radosław Kaźmierczak, Jacenty Dędek, Roman Koszowski, Ireneusz Dorożański, Marcin Urbanowicz, Grzegorz Celejewski, Maciej Jarzębiński, Artur Pławski, Krzysztof Gołuch, Daniel Dmitriew, Dominik Gajda oraz Bartłomiej Bodzek.

- plebiscytu Śląski Wawrzyn Literacki, realizowanego w latach 1999–2017. Laureatami Nagrody zostali: Tadeusz Różewicz, Czesław Miłosz, Ewa Lipska, Walery Pisarek, Maciej Maleńczuk, Janusz Głowacki, Jan Paweł II, Ryszard Kapuściński, Henryk Waniek, Jacek Dehnel, Olga Tokarczuk, Aleksander Nawarecki, Zbigniew Białas, Szczepan Twardoch, Marek Krajewski, Magdalena Grzebałkowska, Filip Springer, Ryszard Koziołek i Ignacy Karpowicz oraz w głosowaniu internetowym (2009) Beata Nowacka i Zygmunt Ziątek, a w 18-lecie Śląskiego Wawrzynu Literackiego (2017) – Wawrzyn Wawrzynów Olga Tokarczuk. Biblioteka Śląska przyznaje również nagrodę Amicus Librorum, której laureatką została m.in. senator Krystyna Bochenek.

- Międzynarodowego Przeglądu Ekslibrisu Drzeworytniczego i Linorytniczego im. Pawła Stellera (od 1992) oraz konkursu Śląska Fotografia Prasowa (od 2003). Organizatorem dwóch pierwszych edycji (1992, 1996) Przeglądu Ekslibrisu była Wojewódzka Biblioteka Publiczna, a następnych (od 2001) – Biblioteka Śląska.

Wnętrza trzech budynków Biblioteki Śląskiej stale służą jako miejsca ekspozycji o zróżnicowanym charakterze i dużej rozpiętości tematycznej. Znaczącą część propozycji wystawowej stanowią pokazy przygotowywane na podstawie zbiorów książnicy. Często organizowane są wystawy okolicznościowe związane z istotnymi wydarzeniami kulturalnymi i rocznicami. Ekspozycje stwarzają możliwość zobaczenia wybranych kolekcji bibliotecznych. Przedstawiane są przede wszystkim zbiory, które mają nie tylko wartość poznawczą, ale są również atrakcyjne pod względem wizualnym, takie jak chociażby plakaty filmowe, grafika czy dawne widokówki. Odbywają się też pokazy cymeliów Biblioteki Śląskiej. Częstymi tematami wystaw są: historia książki, typografia i sztuka edytorska. Szczególną wagę przywiązuje się do popularyzowania osiągnięć w dziedzinie projektowania książek dla dzieci. Współpraca z innymi ośrodkami kultury, stowarzyszeniami oraz placówkami badawczymi pozwala na przygotowanie wystaw interdyscyplinarnych, o zróżnicowanej tematyce, a przy tym odznaczających się wysokim poziomem merytorycznym.

## Zasłużeni pracownicy
- Ludwik Brożek
- Roman Lutman
- Wojciech Janota
- Paweł Rybicki
- Andrzej Szefer
- Alojzy Targ

## Odznaczenia
- Krzyż Komandorski Orderu Odrodzenia Polski (1984)
- Srebrny Medal „Zasłużony Kulturze Gloria Artis” (2010)[21]
- Złoty Medal „Zasłużony Kulturze Gloria Artis” (2023)[21]